# 駐日エチオピア大使館
駐日エチオピア大使館（ちゅうにちエチオピアたいしかん、アムハラ語: በጃፓን የኢትዮጵያ ኤምባሲ、英語: Embassy of Ethiopia in Japan）は、東京都港区高輪三丁目にあるエチオピアの大使館。

## 歴史
1930年の日本・エチオピア通商友好条約署名、1933年の在大阪名誉領事館開設を経て、1936年に駐日エチオピア帝国公使館（駐日エティオピア帝国公使館、英語: Imperial Ethiopian Legation in Japan / Legation of the Empire of Ethiopian in Japan）が設置された。ただし、1942年12月1日にエチオピア帝国が日独伊3ヶ国に対して宣戦布告したことにより、両国間の外交関係は断絶した。
1952年4月28日にサンフランシスコ平和条約の発効により日本国が独立したが、エチオピア帝国も同条約締結国のうちの一国である。1955年に両国間の外交関係および公使交換が再開した後、1958年4月、東京に駐日エチオピア帝国大使館（駐日エティオピア帝国大使館、英語: Imperial Ethiopian Embassy in Japan / Embassy of the Empire of Ethiopian in Japan）が開設された。
1974年に発生した革命によりエチオピア帝国が崩壊したが、日本との国交や大使交換は継承。エチオピアに社会主義体制が敷かれていた時代には、駐日エチオピア人民民主共和国大使館（駐日エティオピア人民民主共和国大使館、英語: Embassy of the People's Democratic Republic of Ethiopia in Japan）と呼ばれていた。1995年以降は駐日エチオピア連邦民主共和国大使館（駐日エティオピア連邦民主共和国大使館、英語: Embassy of the Federal Democratic Republic of Ethiopia in Japan）と呼ばれている。

## 概要と場所
大使館は、高輪偕成ビルの2階に入っている。国旗は、ビルの入口に、月曜日から金曜日に掲揚される。なお、同ビルの7階には、駐日マラウイ大使館が入っていて、国旗も並んで掲揚される。
- 住所: 東京都港区高輪三丁目4-1 高輪偕成ビル2階[7]
- アクセス: 都営浅草線高輪台駅A1出口[7]

## 大使
2023年2月8日より、ヨハネス・ファンタ・ウォルデギオルギス全権公使が臨時代理大使を務めている。
歴代大使からは大統領を輩出している。1992年から1994年にかけて駐日大使であったムラトゥ・テショメが、2013年から2018年まで大統領を務めていた。

## ギャラリー

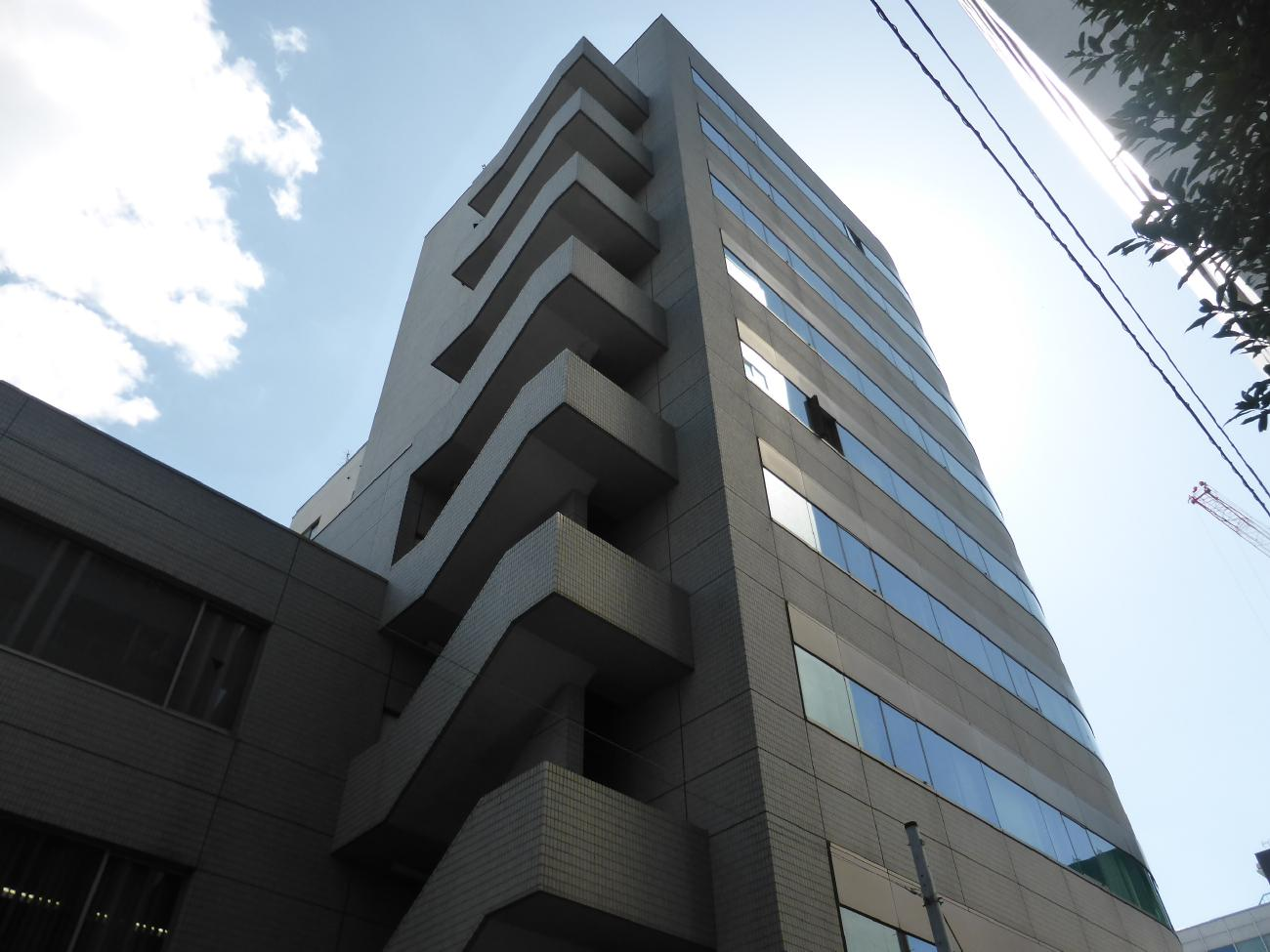
エチオピア大使館が入居するビル
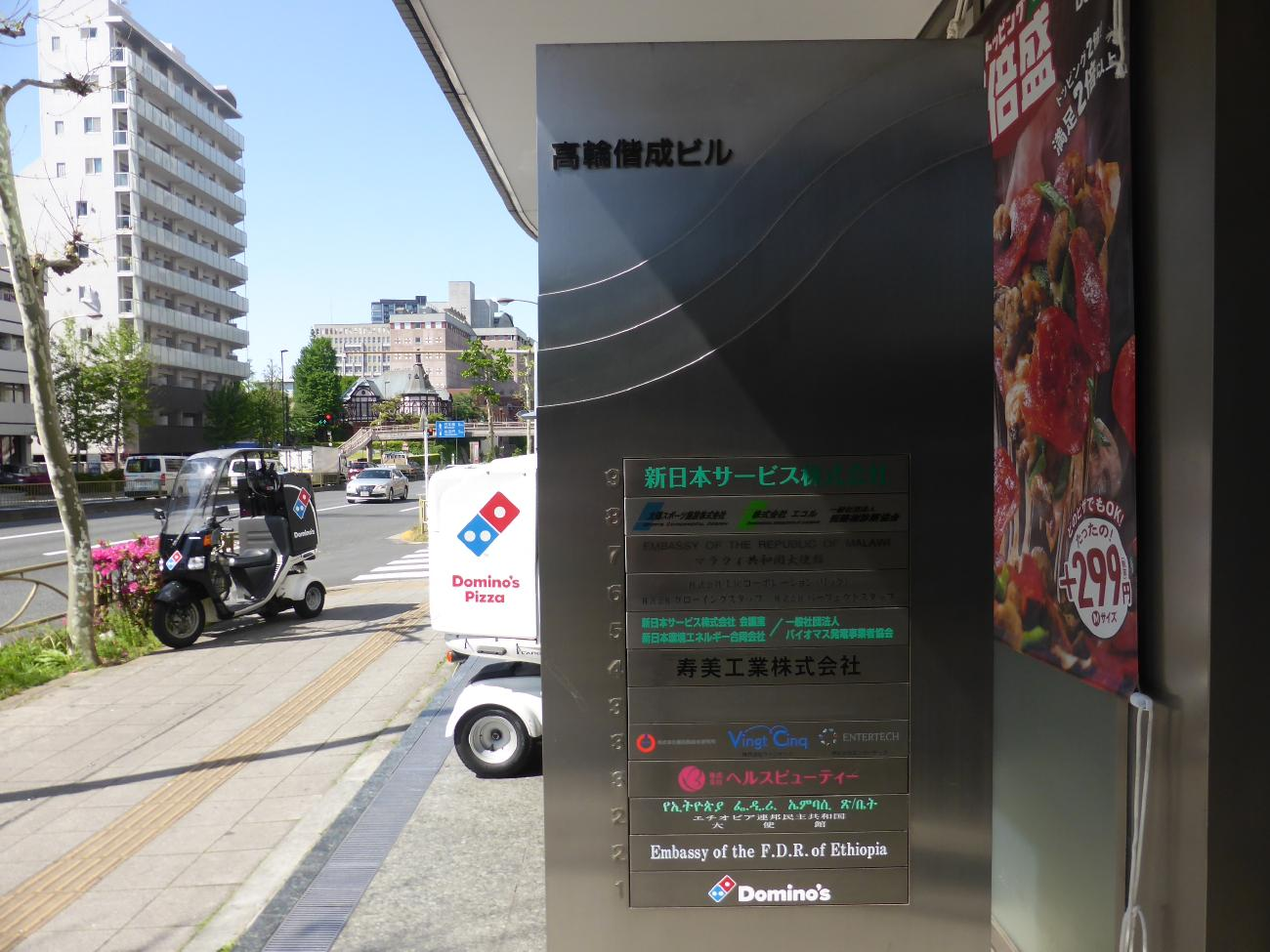
エチオピア大使館は国道1号線沿い
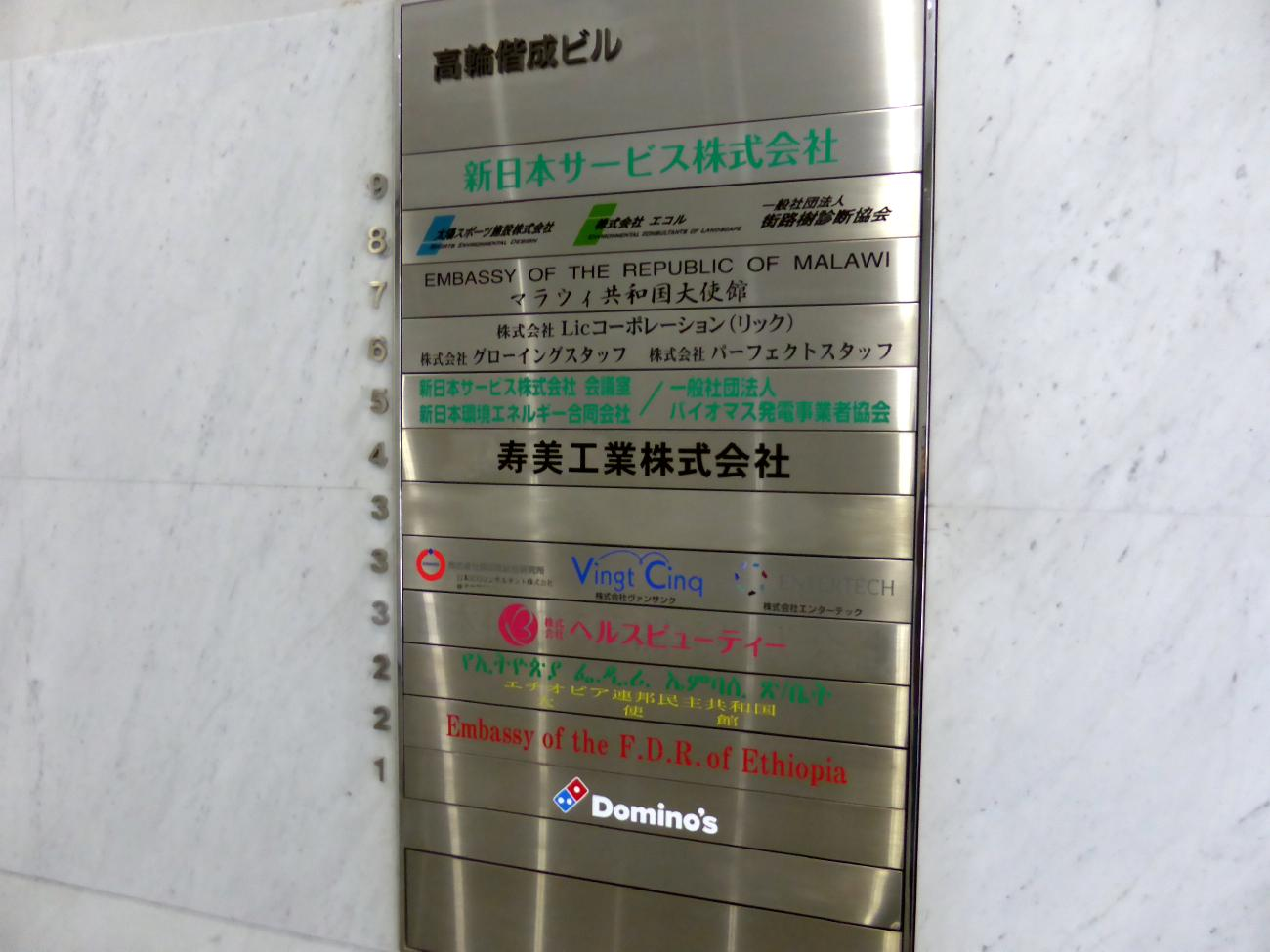
エチオピア大使館表札